# Jakow Fjodorowitsch Sawtschenko
Jakow Fjodorowitsch Sawtschenko (russisch Яков Фёдорович Савченко; ukrainisch Яків Федорович Савченко/Jakiw Fedorowytsch Sawtschenko; * 23. Oktoberjul. / 5. November 1913greg. in Iwot, Ujesd Nowhorod-Siwerskyj; † 26. September 1984 in Bijsk) war ein ukrainisch-sowjetischer Chemiker.

## Leben
Sawtschenko war Sohn einer armen Bauernfamilie, und seine Jugend wurde vom Russischen Bürgerkrieg überschattet.
Sawtschenko studierte am Chemisch-Technologischen Technikum Schostka mit Abschluss 1932 und arbeitete dann im Swerdlow-Chemiewerk in Dserschinsk. Dort stieg er bis zum Vizedirektor auf. Während des Deutsch-Sowjetischen Krieges wirkte er bei der Munitionsversorgung mit. 1949 wurde er Direktor des Chemiewerks in Pawlohrad. 1951 schloss er ein Maschinenbau-Fernstudium am Leningrader Industrie-Institut ab. 1954 bis 1959 leitete er die bedeutende Munitionsfabrik in Tscheboksary.
1959 wurde Sawtschenko Direktor des neu organisierten und Verteidigungszwecken dienenden Forschungsinstituts Nr. 9 in Bijsk, das 1969 das Altai-Forschungsinstitut für Chemische Technologie wurde. Unter seiner Leitung wurde das Institut ein Forschungs- und Entwicklungszentrum für  Kraft- und Sprengstoffe, die sogenannten Hochenergiestoffen, und für Kunststoffe. 1967 wurde er zum Kandidaten der chemischen Wissenschaften promoviert. 1980 folgte die Ernennung zum Professor. Nach seinem Tode 1984 wurde Gennadi Sakowitsch sein Nachfolger. Seit 2010 ist das Altai-Institut eine Aktiengesellschaft mit vielfach erweitertem Produktionsspektrum innerhalb der Aktiengesellschaft Moskowski Institut Teplotechniki (MIT) (Moskauer Institut für Wärmetechnik), die Raketensysteme baut.
Sawtschenko initiierte und förderte den Bau von Sport- und Kultureinrichtungen in Bijsk. Auch ein Titow-Denkmal geht auf ihn zurück. Der Bau eines Schwimmstadions wurde durch seinen Tod unterbrochen. Ein Kinderheim für technisches Schaffen trägt seinen Namen. Büsten Sawtschenkos stehen in Bijsk im Park Leonida Garkawowo und vor dem Altai-Institut sowie in seinem Geburtsort.

## Ehrungen
- Orden des Roten Banners der Arbeit (1942, 1952)
- Orden des Roten Sterns (1945)
- Ehrenzeichen der Sowjetunion
- Leninorden (1966, 1971)
- Verdienter Wissenschaftler der RSFSR (1967)
- Held der sozialistischen Arbeit mit Leninorden und Hammer- und Sichel-Goldmedaille (1971)[1]
- Leninpreis (1976)
- Ehrenbürger von Bijsk (1980)
- Leninorden mit Hammer- und Sichel-Goldmedaille (1983)